# Allotrichoma adustum
Allotrichoma adustum är en tvåvingeart som beskrevs av Wayne N. Mathis 1991. Allotrichoma adustum ingår i släktet Allotrichoma och familjen vattenflugor.
Artens utbredningsområde är Belize. Inga underarter finns listade i Catalogue of Life.